# Барбера, Рита
 Ри́та Барбера́ Но́лья (исп. Rita Barberá Nolla; 16 июля 1948, Валенсия — 23 ноября 2016, Мадрид) — испанский государственный и политический деятель. Мэр Валенсии в 1991—2015 годах.

## Биография
Родилась в Валенсии в известной промышленной и политической семье, была членом Национального совета Народной партии Испании и представителем в региональном парламенте Валенсии. Отклонила предложение стать национальным депутатом на всеобщих выборах в Испании в 2008 году, но партия выдвинула её депутатом после того, как она проиграла муниципальные выборы 2015 года. Таким образом только Верховный суд Испании мог вести уголовное дело с её участием, так как обычный судья, ответственный за дело о коррупции, не мог предъявить ей обвинение.
21 апреля 2016 года судья рассматривал материалы уголовного дела Риты Барберы по отмыванию денег в Верховном суде Испании. 13 сентября 2016 года Верховный суд Испании начал официальное расследование, обычно предшествующее предъявлению обвинения, и Народная партия попросила её подать в отставку с места в сенате. Вместо этого она предпочла формально покинуть партию и стать независимым сенатором, оставаясь подотчётной только Верховному суду Испании и сохраняя свою зарплату сенатора. Вплоть до своей смерти продолжала голосовать с партией, которую она официально покинула.
Умерла в Мадриде 23 ноября 2016 года от сердечного приступа в результате цирроза печени. В то время находилась в процессе расследования уголовного дела по обвинению в отмывании денег и дала показания в Верховном суде Испании всего за два дня до своей смерти.

## Примечание
1. 1 2 3 4  El Diario.es (исп.) — 2012.
2. 1 2 3 4  El País (исп.) — Madrid: PRISA, 1976. — 164847 экз. — ISSN 1576-3757; 1134-6582
3. ↑  http://www.senado.es/web/composicionorganizacion/senadores/composicionsenado/fichasenador/index.html?lang=es_ES&legis=11&id1=16745
4. ↑  El Diario.es (исп.) — 2016.
5. ↑  https://www.religionenlibertad.com/espana/53359/cardenal-canizares-destaca-rita-barbera-cristiana-.html
6. ↑  Seis alcaldes del PP concurren como cabeza de lista al Congreso Архивная копия от 13 мая 2019 на Wayback Machine, El País, 17 January 2008
7. ↑  El juez inicia el trámite para pedir al Supremo que impute a Barberá Архивная копия от 8 августа 2016 на Wayback Machine, El País, 14 March 2016
8. ↑  Graft-tainted Spanish politician Rita Barbera dies. Дата обращения: 11 июля 2021. Архивировано 11 июля 2021 года.
9. ↑  Dos jueces piden al Supremo que impute a Rita Barberá por blanqueo de capitales y desobediencia Архивная копия от 7 июля 2018 на Wayback Machine, El País, 21 April 2016
10. ↑  Ximo Puig: «Barberá debe dejar la vida política por decencia» Архивная копия от 5 января 2017 на Wayback Machine El País, 13 September 2016
11. ↑  Rita Barberá se da de baja en el PP pero se aferra al escaño en el Senado Архивная копия от 8 июля 2018 на Wayback Machine, El País, 14 September 2016
12. ↑  La foto más comentada del estreno de Barberá en el grupo mixto Архивная копия от 14 июля 2021 на Wayback Machine, El País, 29 September 2016
13. ↑  Rita Barberá muere de un infarto en un hotel de Madrid Архивная копия от 6 июля 2018 на Wayback Machine El País, 23 November 2016
14. ↑  Spanish ex-mayor Rita Barbera dies amid corruption case. Дата обращения: 11 июля 2021. Архивировано 11 июля 2021 года.